# Odontocymbiola
Odontocymbiola là một chi ốc biển, là động vật thân mềm chân bụng sống ở biển trong họ Volutidae.

## Các loài
Các loài thuộc chi Odontocymbiola bao gồm:
- Odontocymbiola americana (Reeve, 1856)[2]
- Odontocymbiola magellanica (Gmelin, 1791)[3]
- Odontocymbiola pescalia Clench & Turner, 1964[4]
- Odontocymbiola simulatrix Leal & Bouchet, 1989[5]

## Hình ảnh

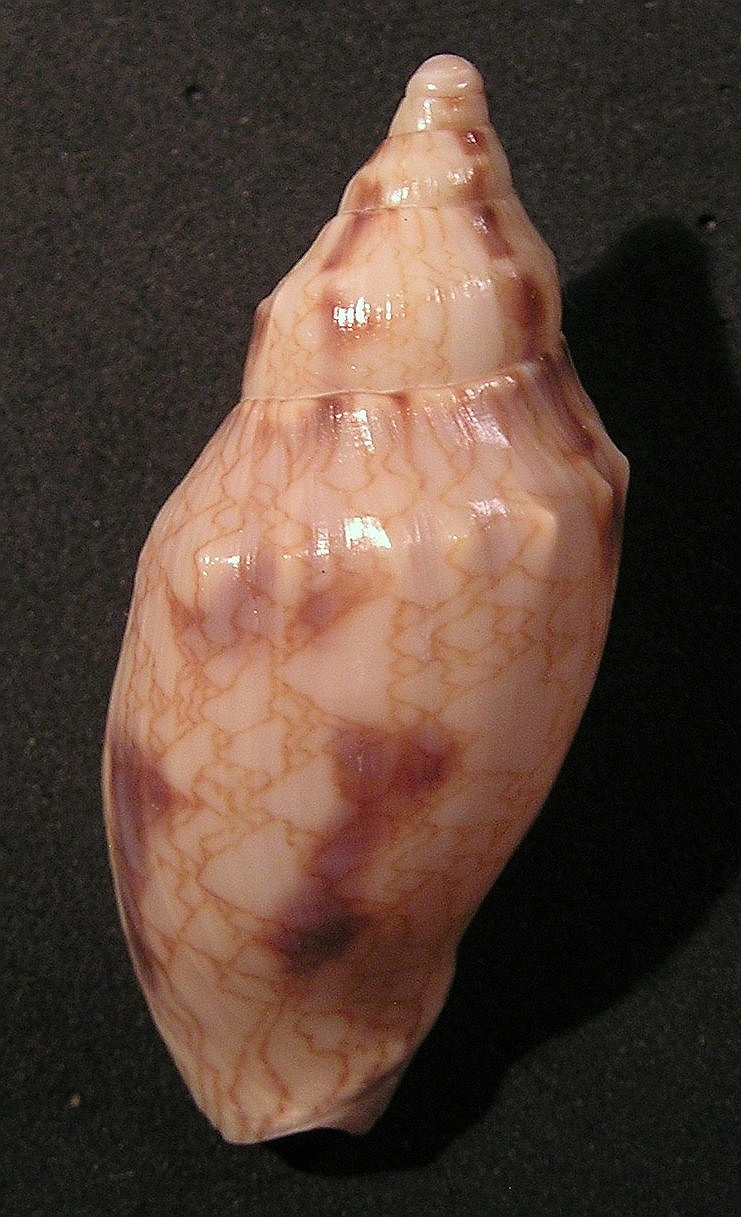